# 第四号掃海艇
|          | |
| 艦歴     | |
| 計画     | 大正12年度計画 |
| 起工     | 1923年12月1日 |
| 進水     | 1924年4月24日 |
| 竣工     | 1925年4月29日 |
| その後   | 1946年7月11日英海軍により海没処分 |
| 除籍     | 1946年8月10日 |
| 性能諸元 | |
| 排水量   | 基準：600トン 公試：702トン |
| 全長     | 76.20m |
| 全幅     | 8.03m |
| 吃水     | 2.29m |
| 機関     | ロ号艦本式缶（石炭専焼）2基 直立3気筒3段膨張レシプロ2基 2軸、4,000馬力                                                                              |
| 速力     | 20.0ノット |
| 航続距離 | 12ノットで2,000海里 |
| 燃料     | 石炭：150トン |
| 乗員     | 97名 |
| 兵装     | 45口径三年式12cm砲 2門 40口径三年式8cm高角砲 単装1門 九一式爆雷投射機2基 爆雷投下台6基 爆雷18個 対艦式大掃海具2型 単艦式大掃海具3型、または機雷50個 |

第四号掃海艇（だいよんごうそうかいてい）は、日本海軍の掃海艇。第一号型掃海艇の4番艦。

## 艦歴
1923年（大正12年）12月1日、佐世保海軍工廠で起工。1924年（大正13年）4月24日進水。1925年（大正14年）4月29日に竣工。竣工時艇名は第四掃海艇、掃海艇に類別。1924年（大正13年）4月24日、第四号掃海艇に改称。
1937年（昭和12年）から1939年（昭和14年）まで日中戦争において華中の作戦に参加。太平洋戦争では、南方侵攻作戦、船団護衛に従事。
終戦時にはシンガポールに所在。1946年（昭和21年）7月11日、英海軍によりシンガポール、ケッペル港南方で海没処分。同年8月10日に除籍。

## 歴代艇長
※艦長等は『日本海軍史』第9巻・第10巻の「将官履歴」及び『官報』に基づく。
艤装員長
- 遠藤昌 少佐：1924年12月1日[6] - 1925年3月25日[7]

艇長
- 遠藤昌 少佐：1925年3月25日[7] - 1926年12月1日[8]
- 成由茂一 大尉：1926年12月1日[8] - 1928年11月1日[9]
- 村上暢之助 大尉：1928年11月1日 - 1929年10月3日
- 吉村真武 大尉：1929年10月3日[10] - 1930年11月1日[11]
- （兼）橘雄次 大尉：1930年11月1日[11] - 1930年12月12日[12]
- 河野康 大尉：1930年12月12日 - 1931年12月1日
- 井上良雄 大尉：1931年12月1日 - 1932年12月1日
- 森圭作 大尉：1932年12月1日[13] - 1934年11月15日[14]
- 林利作 大尉：1934年11月15日[14] - 1935年11月15日[15]
- 小滝久雄 大尉：1935年11月15日 - 1936年12月1日
- 久保木英雄 少佐：1936年12月1日[16] - 1938年1月30日[17]
- （兼）岡戸靖彦 少佐：1938年1月30日[17] - 1938年2月26日[18]
- 岡戸靖彦 少佐：1938年2月26日[18] - 1938年7月28日[19]
- 富田捨造 少佐：1938年7月28日 - 1938年12月15日
- 蒲原俊郎 少佐：1938年12月15日[20] -
- 三舩俊郎 少佐：不詳 - 1940年10月5日[21]
- 座間栄敬 大尉：1940年10月5日[21] - 1940年11月1日[22]
- 石井次郎 予備大尉：1940年11月1日[22] -
- 長嶺為三郎 予備大尉：1941年9月12日[23] -